# Dan Gibson (auteur)
Pour les articles homonymes, voir Gibson et Dan Gibson.
Daniel « Dan » Gibson, né en 1956, est un auteur canadien auto-édité qui étudie l'histoire antique de l'Arabie et de l'islam.

## Biographie
Dan Gibson est un Anglo-canadien qui a hérité de la passion de ses parents et grands-parents pour l'archéologie et l'histoire de la Terre sainte. Dès l'âge de 20 ans, Gibson s'est rendu dans la péninsule arabique. Après l'université, Gibson a entrepris des recherches sur l'histoire de la péninsule arabique. En famille, il a vécu pendant plus de 20 ans dans divers pays du Proche-Orient. Gibson a quatre enfants et vit actuellement au Canada.

## Recherches
Le principal sujet de recherche de Gibson était, à l'origine, l'histoire du commerce antique, en particulier arabe et nabatéen de 300 av. J.-C. au VIe siècle. Cela l'a amené à constater l'existence de contradictions entre les archives archéologiques et l'historiographie traditionnelle de l'Arabie selon la perspective islamique. Gibson estime que le prophète de l'islam, Mahomet, ne vivait pas à La Mecque mais à Petra (aujourd'hui en Jordanie).
La revue par Michael Lecker de la Géographie coranique de Gibson dans le Journal of Semitic Studies de 2014, conclut ainsi : « L'écriture imaginative de ce livre peut avoir ses adeptes, peut-être même dans les milieux universitaires. Mais l'étude de l'histoire islamique ancienne se nourrit avec plus de profit de petites étapes successives. » L'historien Daniel C. Waugh a écrit une critique sceptique dans The Silk Road, dans laquelle il relève des erreurs dans le livre de Gibson mais ne se prononce pas sur la véracité de la thèse principale de Gibson selon laquelle les premières mosquées pointaient vers Pétra.
En 2017, Salim Al-Hassani, fondateur du portail d'histoire académique de la technologie Muslim Heritage, a publié une revue très critique de Early Islamic Qiblas de Gibson par un expert en astronomie musulmane médiévale, David A. King, auteur de World-Maps for Finding the Direction and Distance to Mecca: Innovation and Tradition in Islamic Science islamique, ainsi que de nombreux articles sur les qibla et de plusieurs articles dans l'Encyclopédie de l'Islam. King a soutenu que les premiers Arabes musulmans n'étaient pas en mesure d'établir la direction exact des Qiblas lors de la construction de nouvelles mosquées, et ce jusqu'à ce que les développements mathématiques ultérieurs rendent ce niveau de précision possible. De plus, écrit King, de nombreuses variations d'orientation sont mieux expliquées par les pratiques régionales et locales, par une connaissance imparfaite de la géographie et une pratique populaire de l'astronomie. King met en avant une compréhension insuffisante de Gibson des mathématiques, citant les « polygones sphériques » de Gibson (p. 170) comme inexplicables. King résume son analyse du travail de Gibson en le qualifiant de « document amateur non scientifique qui est à la fois blessant pour les musulmans mais aussi une insulte à l'érudition musulmane et occidentale ». Gibson a répondu à King sur academia.edu : « Le Dr King est d'autre part convaincu que les qiblas prétendument mal orientées faisaient face à des points précis : est, ouest, solstices, levers de soleil et ainsi de suite. Je n'ai rien trouvé dans les manuscrits religieux islamiques qui soutiennent ces orientations de Qiblas. Mais peut-être qu'avec le temps, quelqu'un, quelque part, tombera sur des éléments qui changeront notre compréhension des Qiblas. Tout ce que j'ai trouvé jusqu'à présent, c'est que chaque musulman s'attend à ce que la Qibla pointe vers le Masjid Al Harām. »

## Travaux
- Dan Gibson, The Nabataeans: Builders Of Petra, Xlibris, 2004  (ISBN 978-1-4134-2734-9) Auto-publié
- Dan Gibson, Qur'ānic Geography: A survey and evaluation of the geographical references in the Qur'ān with suggested solutions for various problems and issues', Vancouver, Independent Scholar's Press, 2011  (ISBN 978-0-9733-6428-6)
- Dan Gibson, Early Islamic Qiblas: A survey of mosques built between 1AH/622 C.E. and 263 AH/876 C.E., Vancouver, Independent Scholar's Press, 2017  (ISBN 978-1927581223)
- Dan Gibson, Let the Stones Speak: Archaeology challenges Islam. Saskatoon: Independent Scholar's Press.  (ISBN 978-1-9275812-3-0) Imprint of CanBooks.ca.